# ピアノソナタ第14番 (モーツァルト)
ピアノソナタ第14番 ハ短調 K. 457 は、ヴォルフガング・アマデウス・モーツァルトが作曲したピアノソナタである。
モーツァルトが作曲した短調のピアノソナタは『第9番（旧第8番）イ短調 K. 310 (300d)』とこの作品のみである。モーツァルトのピアノソナタの中で最も激しく劇的な展開を見せており、後に音楽家となる初期のベートーヴェンに強い影響を与えたと言われる。

## 作曲
1784年にウィーンで作曲された（モーツァルト自作の作品目録では、同年10月14日に完成したと書かれている）。翌1785年に『幻想曲 ハ短調 K. 475』と共に「ピアノフォルテのための幻想曲とソナタ 作品11」としてアルタリアから出版された。短調であるが故に、その後のピアノソナタの新地平を切り開いたこのモーツァルトの記念碑的なピアノソナタは、モーツァルトの楽譜の写譜をしていたフォン・トラットナーの妻でモーツァルトのピアノの弟子でもあったテレーゼ・トラットナー夫人に献呈された。
この曲と幻想曲の自筆譜は長く行方不明となっていたが、1990年7月にアメリカ合衆国のフィラデルフィアで発見され、同年11月21日にサザビーズで競売にかけられて落札者により88万ポンドで落札された。この自筆譜ではテンポおよび曲の細部に出版譜とは異なる部分がある。

## 曲の構成
- 第1楽章 モルト・アレグロ（自筆譜ではアレグロ）
ハ短調、4分の4拍子、ソナタ形式。
お使いのブラウザーでは、音声再生がサポートされていません。音声ファイルをダウンロードをお試しください。
第1主題はオクターブのユニゾンで力強く始まるが、すぐに弱音での応答と半音下降とで雰囲気が打ち消される。その後変ホ長調に転じ、移行部を経て第2主題と小結尾が提示される。展開部は移行部の旋律がヘ短調で現れるほかは、第1主題冒頭部のみを執拗に展開する。再現部では移行部は省略され、代わりにナポリ調である変ニ長調の短いエピソードが挿入されている。第2主題と小結尾はハ短調で再現される。コーダでは第1主題がカノン風に扱われ、最後は低音のうごめくような動きで終わる。

- 第2楽章 アダージョ
変ホ長調、4分の4拍子、ロンド形式。
お使いのブラウザーでは、音声再生がサポートされていません。音声ファイルをダウンロードをお試しください。
美しいアダージョで、両端楽章との鋭い対比を持つ。ロンド形式だがエピソードやコーダが長く、入り組んでいる。優しい雰囲気を持った主要主題は、再現されるたびに変奏が凝らされてゆく。第1エピソードは変ロ長調で、出だしの音の動きは主要主題と共通である。第2エピソードは変イ長調。コーダは第1エピソードと関連性がある。
上記の再発見された自筆譜を分析した結果、この楽章と第1、第3楽章とは五線紙やインクの質が異なることが判明した。このことから、モーツァルトは当初トラットナー夫人にこの曲のみを作曲して、後にソナタへと拡大したのではないかと指摘されている[1]。

- 第3楽章　アレグロ・アッサイ（自筆譜ではモルト・アレグロ）
ハ短調　4分の3拍子、変則的なロンドソナタ形式。
お使いのブラウザーでは、音声再生がサポートされていません。音声ファイルをダウンロードをお試しください。
大まかに「A - B - A - C - B - A - C - コーダ」という構成。第1主題（A）は最初物憂げに始まるが、突然劇的に盛り上がる。第2主題（B）は変ホ長調で、その後半は第1楽章の小結尾と関連性がある。ほぼ同じ形で第1主題が繰り返された後に入るエピソード（C）はヘ短調からト短調で、非常に短い。再現部はハ短調で第2主題が先に現れる。その後に第1主題がフェルマータによる中断を伴って、非常な不安感・緊張感を持って再現される。それが爆発した後にエピソードが更に短く再現されると、そのままコーダに突入し、最後は激しい2つの和音で終わる。

## 幻想曲 ハ短調 K. 475との関連性
ソナタの数か月後に作曲された『幻想曲 ハ短調 K. 475』は、調性的・楽想的にソナタと強い関連性を持つ。この2曲を「ピアノフォルテのための幻想曲とソナタ」として出版したことから、モーツァルトは2曲を併せて1つの作品として考えていたとする説があるが、発見された自筆譜から、ソナタと幻想曲とは五線紙・インクなどが異なることが判明した。
こうした経緯から、演奏会やCDではこの2曲を並べて演奏することが多く、アタッカで幻想曲からソナタへ移る場合もある。